# Божі (Шер)
Божі́ (фр. Baugy) — муніципалітет у Франції, у регіоні Центр — Долина Луари, департамент Шер. Населення — 1625 осіб (01.01.2021).
Муніципалітет розташований на відстані близько 200 км на південь від Парижа, 110 км на південний схід від Орлеана, 26 км на схід від Буржа.

## Історія
1 січня 2019 року до Божі приєднали колишні муніципалітети Лавердін і Саліньї-ле-Віф.

## Демографія
Динаміка населення (INSEE ):
Розподіл населення за віком та статтю (2006):
| Стать | Всього | До 15 років | 15-24 | 25-44 | 45-64 | 65-85 | Понад 85 |
| --- | ------ | ----------- | ----- | ----- | ----- | ----- | -------- |
| Чоловіки | 640    | 133         | 68    | 170   | 157   | 96    | 16       |
| Жінки | 599    | 92          | 72    | 150   | 136   | 137   | 12       |
| \| Статево-вікова піраміда \| Статево-вікова піраміда \| Статево-вікова піраміда \| \| ----------------------- \| ----------------------- \| ----------------------- \| \| Чоловіки \| Вік \| Жінки \| \| 16 \| 85 + \| 12 \| \| 8 \| 80-84 \| 24 \| \| 24 \| 75-79 \| 49 \| \| 28 \| 70-74 \| 28 \| \| 36 \| 65-69 \| 36 \| \| 24 \| 60-64 \| 36 \| \| 40 \| 55-59 \| 32 \| \| 36 \| 50-54 \| 40 \| \| 57 \| 45-49 \| 28 \| \| 49 \| 40-44 \| 53 \| \| 65 \| 35-39 \| 57 \| \| 24 \| 30-34 \| 28 \| \| 32 \| 25-29 \| 12 \| \| 40 \| 20-24 \| 44 \| \| 28 \| 15-20 \| 28 \| \| 61 \| 10-14 \| 32 \| \| 40 \| 5-9 \| 20 \| \| 32 \| 0-4 \| 40 \| |        |             |       |       |       |       |          |
| Статево-вікова піраміда |        |             |       |       |       |       |          |
| Чоловіки | Вік    | Жінки       |       |       |       |       |          |
| 16 | 85 +   | 12          |       |       |       |       |          |
| 8 | 80-84  | 24          |       |       |       |       |          |
| 24 | 75-79  | 49          |       |       |       |       |          |
| 28 | 70-74  | 28          |       |       |       |       |          |
| 36 | 65-69  | 36          |       |       |       |       |          |
| 24 | 60-64  | 36          |       |       |       |       |          |
| 40 | 55-59  | 32          |       |       |       |       |          |
| 36 | 50-54  | 40          |       |       |       |       |          |
| 57 | 45-49  | 28          |       |       |       |       |          |
| 49 | 40-44  | 53          |       |       |       |       |          |
| 65 | 35-39  | 57          |       |       |       |       |          |
| 24 | 30-34  | 28          |       |       |       |       |          |
| 32 | 25-29  | 12          |       |       |       |       |          |
| 40 | 20-24  | 44          |       |       |       |       |          |
| 28 | 15-20  | 28          |       |       |       |       |          |
| 61 | 10-14  | 32          |       |       |       |       |          |
| 40 | 5-9    | 20          |       |       |       |       |          |
| 32 | 0-4    | 40          |       |       |       |       |          |

## Економіка
2010 року серед 853 осіб працездатного віку (15—64 років) 654 були активними, 199 — неактивними (показник активності 76,7%, у 1999 році було 72,2%). З 654 активних мешканців працювало 598 осіб (315 чоловіків та 283 жінки), безробітними було 56 (24 чоловіки та 32 жінки). Серед 199 неактивних 53 особи були учнями чи студентами, 96 — пенсіонерами, 50 були неактивними з інших причин.

У 2010 році в муніципалітеті числилось 598 оподаткованих домогосподарств, у яких проживали 1435,5 особи, медіана доходів виносила 18 423 євро на одного особоспоживача

## Пам'ятки
- Парафіяльна церква Сен-Мартен (XII століття).
- Кам'яна надгробна стела галло-римського періоду з зображенням лісоруба. Висота - 55 см. Історична пам'ятка з 1978 року.[6]
- Надгробок на могил Катріни де ла Марш (1538 рік). Історичний пам'ятник з 1892 року. [7]
- Надгробок на могилі Робера де Бара (1498 рік). Історичний пам'ятник з 1892 року. [8]
- Запрестольний образ «Сім'я Богородиці» (XV століття). Розміри - 110 × 200 см, камінь. Історичний пам'ятник з 1913 року. [9]
- Запрестольний образ «Бачення Христа Св. Ієроніма в пустелі, Розп'яття з Богородицею, Св. Іоанн і Марія Магдалина» (XVI століття). Історичний пам'ятник з 1934 року. [10]
- Меморіальна дошка в пам'ять Жанни Куіжан, дружини Жака де Бара (XV століття). Історичний пам'ятник з 1892 року. [11]
- Феодальний мотт.